# Казачка (Тульская область)
Казачка — посёлок (в 1989—2005 гг. — посёлок городского типа) в Воловском районе Тульской области России.
В рамках административно-территориального устройства составляет отдельную сельскую администрацию в Воловском районе, в рамках организации местного самоуправления входит в Турдейское сельское поселение.

## География
Расположен на реке Турдей (приток р. Красивая Меча) в 20 км юго-восточнее поселка Волово, на железнодорожной станции Турдей (на линии Ожерелье — Елец), близ федеральной автотрассы М4 «Дон» с которой он связан дорогой регионального значения 70К-089 «Дон» — Турдей. Также посёлок связан с шоссе Ефремов — Лапотково дорогой регионального значения 70К-092 Турдей — Кресты.

## Население
| 2002 | 2010  |
| ---- | ----- |
| 1072 | ↘1039 |

## История
В период с 1959—1970 гг. в посёлке ведётся строительство несколько кварталов многоквартирных двухэтажных домов, школы и дома культуры, которые сформировали его современный облик..
В 1989 году Решением Тульского облисполкома поселок Казачка Турдейского сельсовета Воловского района отнесён к категории рабочего посёлка с сохранением за ним прежнего наименования.
В 2005 году Законом Тульской области рабочий посёлок Казачка Воловского района Тульской области преобразован в сельский посёлок Казачка Воловского района Тульской области.

## Промышленность
В посёлке Казачка находятся карьеры, по разработке Турдейского месторождения строительных известняков и доломитов, (доломитизированный известняк), для дальнейшего получения щебня. Щебень производится на ООО «КНИ» и ООО «Щебёночный завод „Турдейский“» в основном для нужд строительства автомобильных дорог.